# تگرا نوواهوللاندی

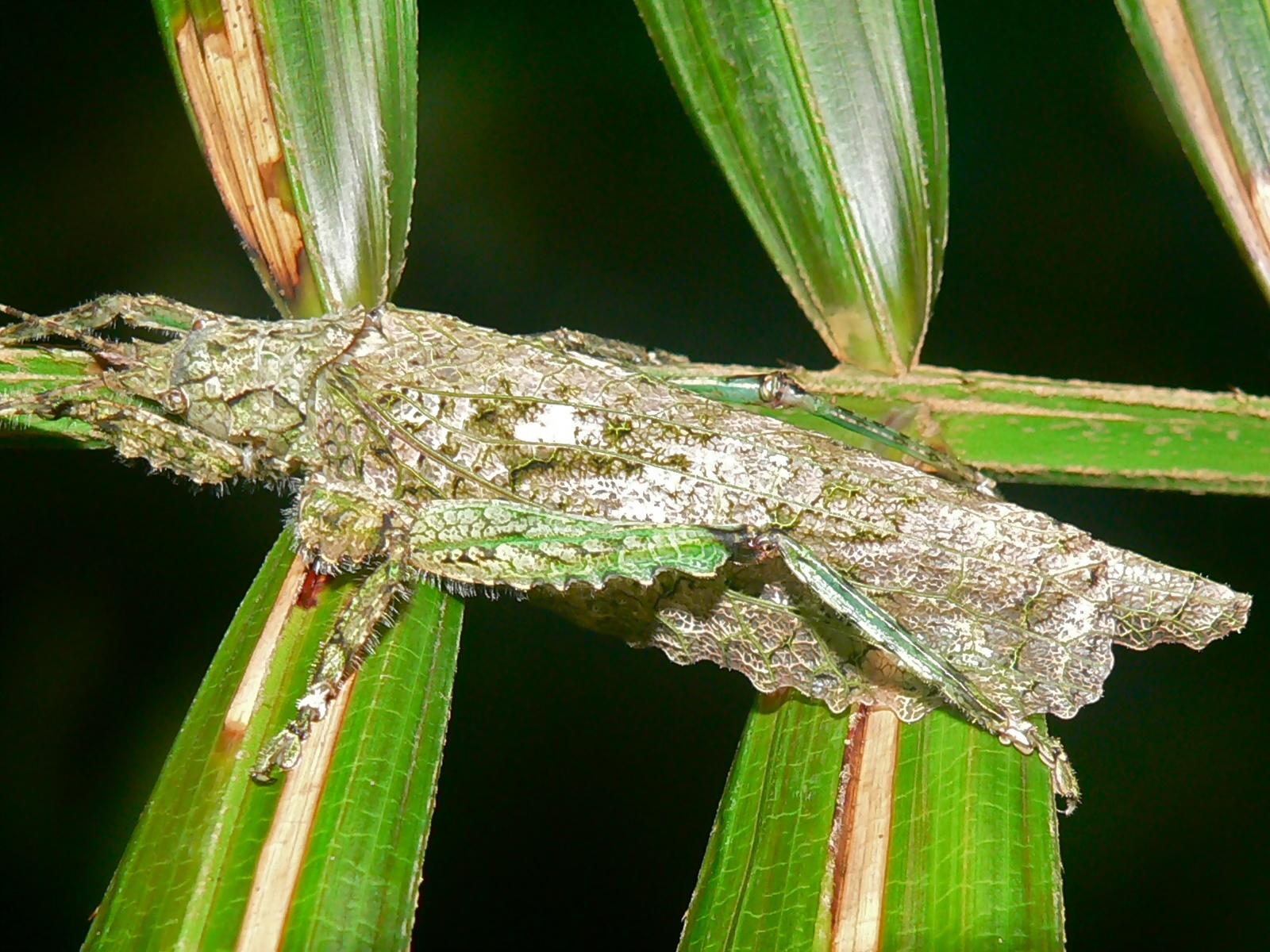
در تایلند

تگرا نوواهوللاندی (انگلیسی: Tegra novaehollandiae) گونه‌ای از جیرجیرک‌های بیشه است. این گونه. بومی مناطق گرمسیری آسیا است.

## عادت‌ها
زیرگونه تی.ان. خال سبز است و یک نسل در سال دارد. در تنه درختان گلابی زمستان گذرانی می‌کند. تخم‌ها در درختان گلابی گذاشته می‌شوند. رنگ‌های خالدار و بافت به آن اجازه می‌دهد تا با پاها و شاخک‌ها از جلو، در پوست درختان جایی که معمولاً بی‌حرکت یافت می‌شود، ترکیب شود. گفته می‌شود که برخی از لکه‌های سبز روی تگرا شبیه خزه روی پوست هستند.